# Löwendorf (Marienmünster)
Löwendorf ist ein Ortsteil der Stadt Marienmünster im Kreis Höxter, Nordrhein-Westfalen. In Löwendorf leben heute 227 Einwohner.
Die dem Märtyrer Patroklus geweihte Dorfkapelle aus dem 12. Jahrhundert wurde 1826 erweitert und 1971 umgestaltet. Schulkinder fahren zur Grund- bzw. Hauptschule in Vörden. Die erreichbaren Realschulen  bzw. Gymnasien befinden sich in Brakel, Höxter oder Steinheim. In den 1980er Jahren erarbeitete die Gesellschaft für Landeskultur eine umfassende Dorfentwicklungsplanung für Löwendorf, die im öffentlichen wie auch im privaten Bereich zu entsprechenden Maßnahmen führte.

## Geschichte

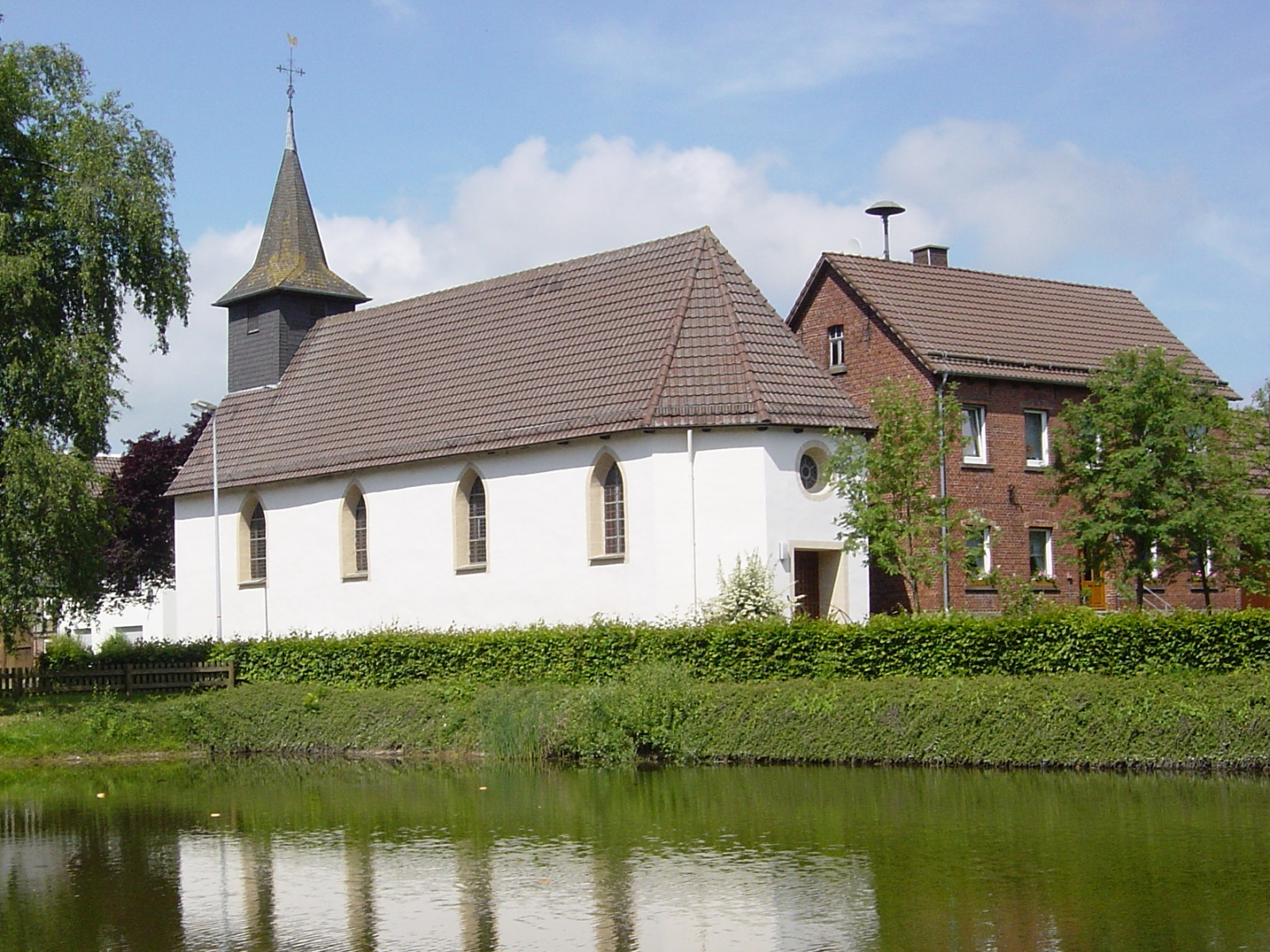
St.-Patroklus-Kirche in Löwendorf

Löwendorf zählt zu den wenigen in der Grundstruktur erhaltenen Angerdörfern in Ostwestfalen-Lippe. Der Ort wurde erstmals im 9. Jahrhundert urkundlich als Leveringtorp erwähnt und gilt als eine der ältesten Besitzungen des Klosters Corvey. Löwendorfs historische Siedlungsanlage ist heute noch gut erkennbar. Um den Dorfteich verteilen sich die ältesten Höfe und die Dorfkapelle. Dazu kommt eine östliche Ausdehnung des Ortes, die an ein Straßendorf erinnert. Ein noch heute häufig anzutreffender Haustyp ist das niederdeutsche Hallenhaus als Vierständerbau.
Die Orte Löwendorf, Hohehaus, Saumer und einige weitere später wüst gefallene Orte hatten eine gemeinsame Kirche. Sie befand sich zunächst in dem später verlassenen Dorf Langenhagen, wurde jedoch bald in Löwendorf neu errichtet. Löwendorf wird 1231 als Pfarrort Leverinetrop im Archidiakonatsverzeichnis Steinheim erwähnt. Im 16. Jahrhundert wechselte die Verwaltung der Pfarrei offenbar nach Marienmünster. Im 16. und 17. Jahrhundert war die Kirche in Löwendorf über die Grenzen hinaus als Wallfahrtsort bekannt, an dem sich wundersame Heilungen von Krankheiten und Gebrechen ereignet hatten.
Im Jahr 1695 veräußerten die Brüder von Kanne zu Bruchhausen mit Einwilligung des Klosters Corvey das Lehen an den Paderborner Fürstbischof von Wolff-Metternich. Dieser ließ in der Nähe des Angers von Barockbaumeister Ambrosius von Oelde ein Schloss errichten. 1813 wurde das Gut Löwendorf für 12.400 Taler an acht Bauern aus Löwendorf verkauft. Aus Sorge, dass der Besitz wieder in die Hände eines Adligen fallen könnte, rissen die Löwendorfer die Gutsgebäude ab und nutzten die Steine für die Erweiterung der Kapelle. Sie wurde 1826 zur heutigen Größe ausgebaut.
Löwendorf gehörte seit dem Mittelalter zum paderbornisch-lippischen Samtamt Oldenburg. Der Ort fiel 1807 an das Königreich Westphalen und gehörte dort bis 1813 zum Kanton Vörden im Distrikt Höxter des Departements der Fulda. Nach der napoleonischen Niederlage kam Löwendorf 1813 zu Preußen und 1816 zum neuen Kreis Höxter, in dem die Gemeinde zum Amt Vörden gehörte. Löwendorf wurde durch Gesetz zur Neugliederung des Kreises Höxter vom 2. Dezember 1969 am 1. Januar 1970 mit den anderen zwölf Gemeinden des Amtes Vörden zur Stadt Marienmünster zusammengeschlossen.

## Politik
Der Ortsvorsteher von Löwendorf ist derzeit Antonius Schulte (CDU).